# Tadeusz Szeligowski

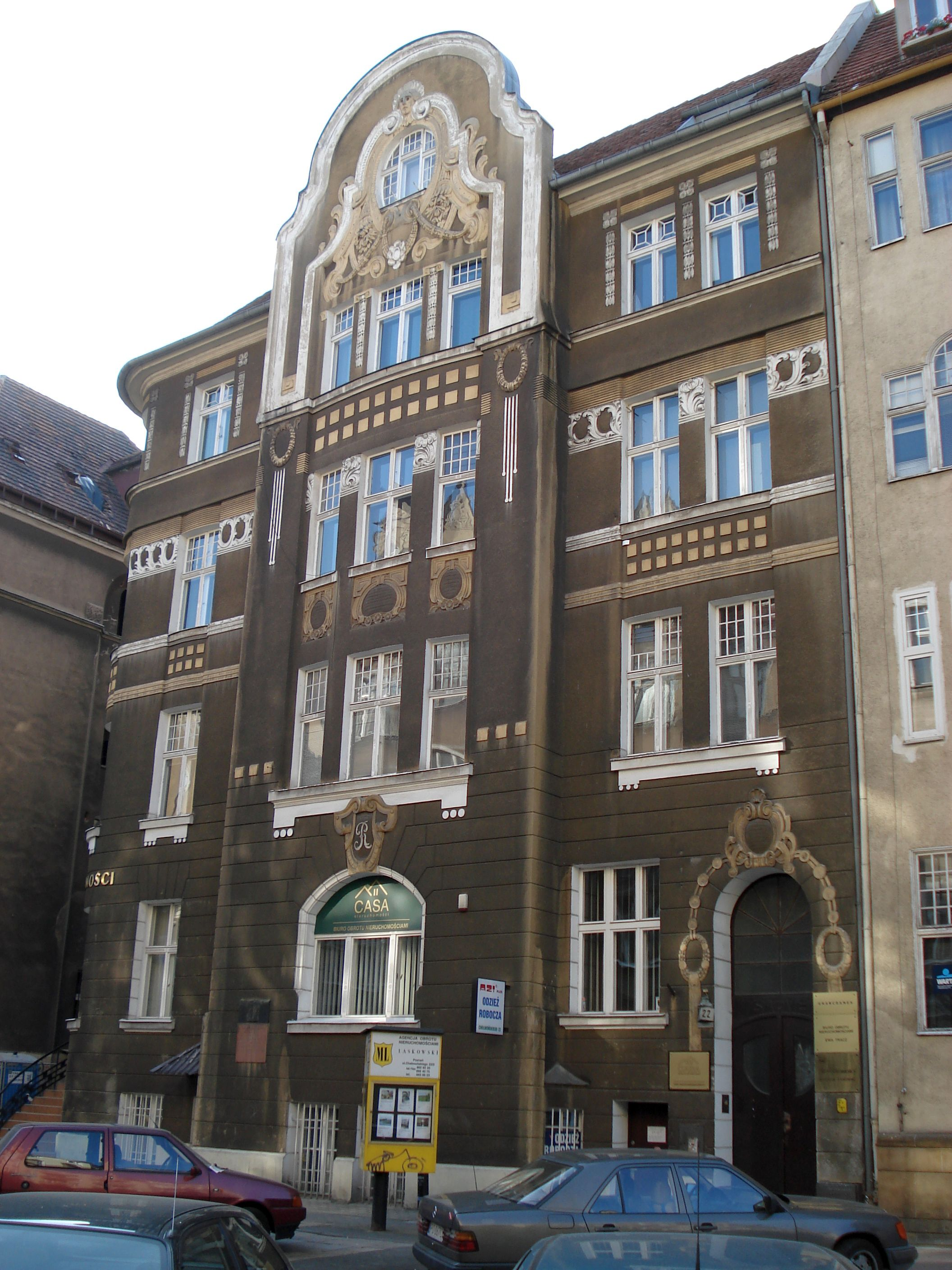
Sein Wohnhaus in der ul. Chełmońskiego 22 in Poznań

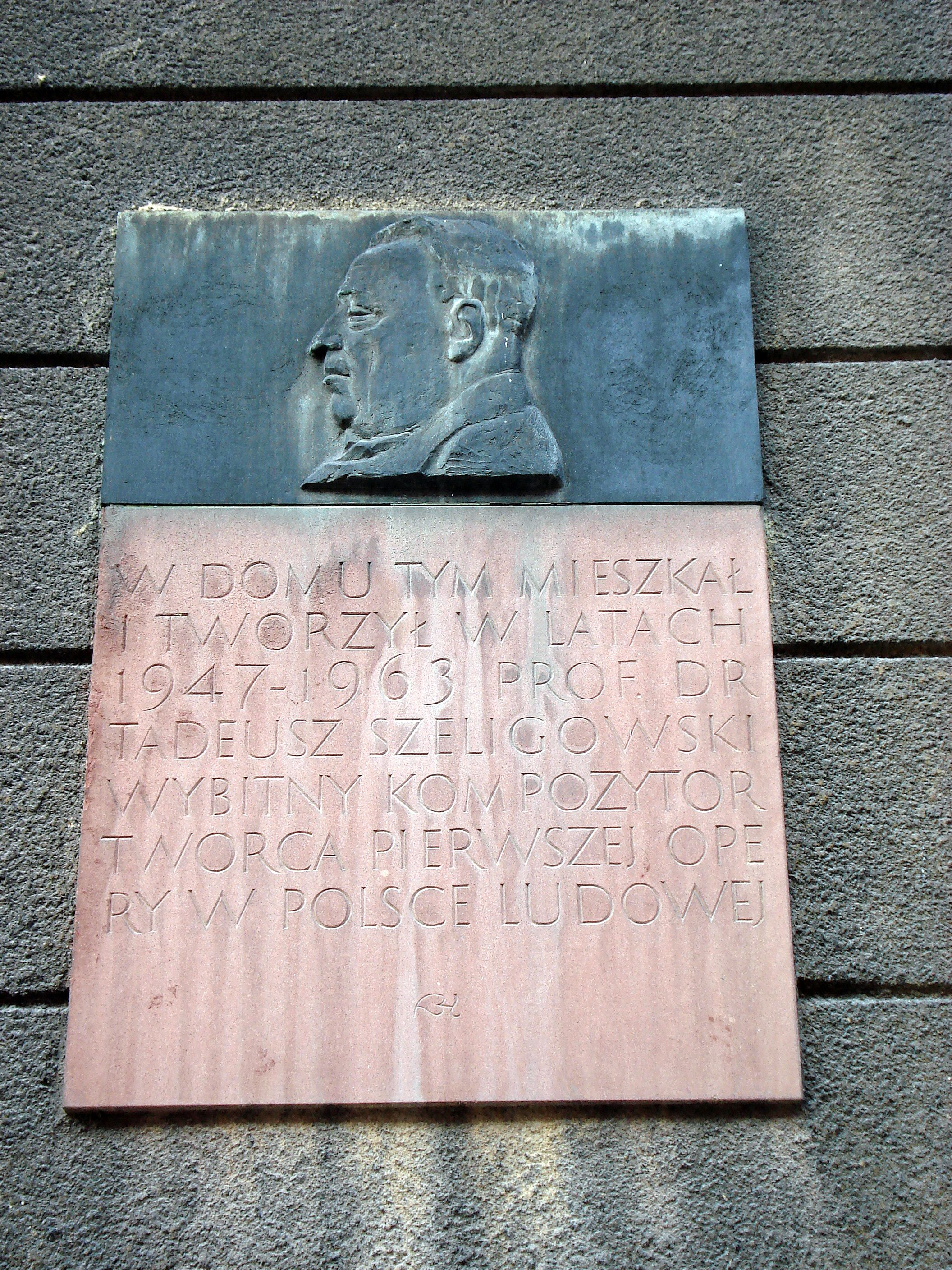
Gedenktafel am Wohnhaus ul. Chełmońskiego 22 in Poznań

Tadeusz Szeligowski (* 13. September 1896 in Lemberg; † 10. Januar 1963 in Posen) war ein polnischer Komponist und Musikpädagoge.

## Leben
Szeligowski besuchte das Gymnasium und das Galizische Musikkonservatorium in Lemberg, wo er Unterricht für Klavier bei Vilém Kurz und in Musiktheorie bei Stanisław Niewiadomski hatte. Von 1918 bis 1922 studierte er Jura an der Jagiellonen-Universität in Krakau, daneben als Externer von 1921 bis 1928 Musikwissenschaft. Seine Lehrer waren Bolesław Wallek-Walewski und Zdzisław Jachimecki.
1923 ging er nach Wilna, wo er von 1925 bis 1927 Musikgeschichte am Konservatorium unterrichtete. Mit einem Stipendium des Bildungsministeriums studierte er von 1929 bis 1931 in Paris bei Nadia Boulanger und Paul Dukas. Nach seiner Rückkehr unterrichtete er Musiktheorie und Komposition an der Musikhochschule in Posen. Während des Zweiten Weltkrieges war er Organist an der Kirche St. Kazimierz in Wilna.
1945 wurde Szeligowski Direktor der Musikschule in Lublin und 1947 Leiter der Staatlichen Opernhochschule in Posen. Zugleich leitete er die Posener Philharmonie. 1950 erhielt er den Titel eines Professors. Von 1951 bis 1954 war er Präsident des Verwaltungsrates des Polnischen Komponistenverbandes. 1961 gründete er das Festival Poznańska Wiosna Muzyczna.

## Werke (Auswahl)

### Instrumentalmusik
- 1926 Z chłopa król, Ouvertüre, Komödie von Piotr Baryka für Orchester
- 1927 Wariacje na temat pieśni ludowej für Klavier
- 1928 Pieśń litewska für Violine und Klavier
- 1928–29 Streichquartett Nr. 1
- 1928–29 Kaziuki, Orchestersuite
- 1930 Koncert na orkiestrę
- 1930 Suita archaiczna für Orchester
- 1931 Mala suita für Orchester
- 1931 Ricercar für vier Instrumentalstimmen
- 1933 Koncert klarnetowy
- 1933 Andante für Klarinette und Orchester
- 1934 Wiśnia blues für Stimme, Cello und Klavier
- 1934–35 Streichquartett Nr. 2
- 1935 Trio für Oboe, Bratsche und Cello
- 1936 Niebieski ptak, Orchestersuite
- 1937 Epitaphium na śmierć Karola Szymanowskiego für Streichorchester
- 1938–39 Gitary z Zalamei für Klavier
- 1939 Suita kolędowa für Streichorchester
- 1940 Air grave et air gai für Englischhorn und Klavier
- 1940–41 Sonatina für Klavier
- 1941 Klavierkonzert
- 1942 Taniec rosyjski für Klavier
- 1943–45 Taniec für Cello und Klavier
- 1943–45 Poemat für Cello und Klavier
- 1943–45 Pastorale, Miniatur für Cello und Orgel
- 1943–45 Sarabanda, Miniatur für Cello und Orgel
- 1943 Nocturne für Cello und Klavier
- 1945 Suita lubelska für kleines Orchester
- 1945 Kupałowa noc, Orchestersuite
- 1945 Orientale, Miniatur für Cello und Klavier
- 1947 Nocturne für Orchester
- 1949 Sonata d-moll für Klavier
- 1952 Uwertura komediowa für kleines Sinfonieorchester
- 1952 Dwie etiudy na podwójne dzwięki für Klavier
- 1952 Drobne utwory für Klavier
- 1952 Drobiazgi für Klavier zu vier Händen
- 1953 Paw i dziewczyna, Ballettsuite für Orchester
- 1953 Renegat, Ballade für Bass und Orchester oder Klavier
- 1953 Kwintet für Blasinstrumente
- 1953 Sonata für Flöte und Klavier
- 1954 Cztery tańce polskie für Sinfonieorchester
- 1955–56 Trio für Violine, Cello und Klavier
- 1955 Na łące, Suite für zwei Klaviere
- 1959 Polskie piosenki miłosne für Blockflöten

### Chorwerke (a cappella oder mit Begleitung)
- 1929 Nos qui sumus, Motette für zwei Männerstimmen
- 1929 O vos omnes, Motette für drei Frauenstimmen
- 1929 Timor et tremor, Motette für Alt und Tenor
- 1930 Dwie pieśni białoruskie für gemischten Chor
- 1931 Psalm XVI, Oratorium
- 1931 Ricercar für vier Vokalstimmen
- 1932 Msza łacińska für gemischten Chor und Orgel
- 1933–34 Pod okapem śniegu, Weihnachtslied für gemischten Chor
- 1934 Angeli słodko śpiewali, Motette für gemischten Chor
- 1934 Przepióreczka, belarussisches Volkslied für gemischten Chor
- 1934 Regina coeli laetare, Chorlied
- 1935 Już nam czas, Lied für gemischten Chor
- 1937 Rybi bal, Lied für Kinderchor
- 1938 Pieśń żeglarzy für gemischten Chor
- 1938 Psalm radosny in memoriam Guillaume Dufay für gemischten Chor
- 1942 Missa de Angelis für drei Frauenstimmen
- 1942 Msza für Frauenchor
- 1943 Ave Maria für Sopran, Frauenchor und Orgel
- 1943 Ave Maria für drei Frauenstimmen
- 1943 Stabat Mater für Männerchor
- 1943 Pange lingua für Männerchor
- 1943 Regina coeli laetare für drei Frauenstimmen
- 1943 Popule meus für drei Frauenstimmen
- 1943 Veni Creator für drei Frauenstimmen
- 1945 Pięć pieśni ludowych z Lubelszczyzny für Frauen- oder Kinderchor
- 1945 Pięć pieśni ludowych z Lubelszczyzny für dreistimmigen Männerchor
- 1945 Cztery pieśni weselne z Lubelszczyzny für gemischten Chor
- 1945 Siadajcie wszyscy wokoło z nami, Suite über zwölf Volkslieder aus der Zeit 1810–1875 für gemischten Chor (oder Sopran und Alt) und Klavier
- 1946 Tryptyk für Sopran und Orchester
- 1946 Koszałki-opałki, Scherzo für Männerchor
- 1948–49 Panicz i dziewczyna, musikalischer Dialog für Sopran, Bariton, gemischten Chor und Orchester oder Klavier
- 1948 Kantata o sporcie „100 m“ für Solostimme, Chor und Orchester
- 1948 Suita weselna für Sopran, Tenor, Frauen- und Männerchor und Klavier
- 1948 Wesele lubelskie für Sopran, gemischten Chor und kleines Sinfonieorchester
- 1948 A wyjrzyjcież, pacholęta, Lied für gemischten Chor
- 1952 Karta serc, Kantate für Sopran, gemischten Chor und Sinfonieorchester
- 1952 Zosia, Suite für Chor und Orchester
- 1955 Pieśń 10-lecia für gemischten Chor (a cappella / mit Klavier)
- 1960 Psalm CXVI „Laudate Dominum“ für gemischten oder Knabenchor
- 1962 Odys płaczący i opuszczony, Rundfunk-Opern-Oratorium für Sprecher, Chor und Sinfonieorchester
- 1962 Rex inclitus (Rex gloriosus), Kantate für Solostimme, Chor und Sinfonieorchester

### Gesang und Begleitung
- 1927 Pieśni ludowe litewskie für Stimme und Klavier
- 1927 Wanda, Lied für Stimme und Klavier
- 1929 Pieśni zielone für Stimme und Klavier
- 1929 Lilie, Ballade für Stimme und Klavier
- 1929 Dęby, Elegie für Stimme und Klavier
- 1929 W olszynie, Idylle für Stimme und Klavier
- 1929 Chmiel, Hochzeitslied für Stimme und Klavier
- 1934 Alegorie kwietne für Stimme und Klavier
- 1943 Aria für Sopran und Orgel
- 1945 Piosenki do słów Jarosława Iwaszkiewicza für Stimme und Klavier
- 1947 Zielona brzózko für Stimme und Klavier
- 1947 Dziewczyno moja, Lied für Stimme und Klavier
- 1947 Od Rózana trakt für Stimme und Klavier
- 1949 Rapsod für Sopran und Orchester
- 1949 Arion, Lied für Tenor und Klavier
- 1949 Demon, Lied für Tenor und Klavier
- 1949 Gołębie, Lied für Tenor und Klavier
- 1951 Ballada o Kostce Napierskim für Stimme und Klavier
- 1953 Piosenka o trzech Mauretankach für Stimme und Klavier
- 1960 Soledad, Lied für Stimme und Klavier

### Oper
- 1951 Bunt żaków, Oper
- 1954 Krakatuk, Oper
- 1960 Teodor Gentleman, Oper

### Ballettmusik
- 1948 Paw i dziewczyna, Ballett
- 1957 Mazepa, Ballett